# لوئیس کاریون
لوئیس کاریون (انگلیسی: Luis Carrión؛ زادهٔ ۷ فوریهٔ ۱۹۷۹) بازیکن فوتبال اهل اسپانیا است.
از باشگاه‌هایی که در آن بازی کرده است می‌توان به باشگاه فوتبال دپورتیوو آلاوس، باشگاه فوتبال بارسلونا سی، باشگاه خیمناستیک تاراگونا، باشگاه فوتبال کوردوبا، و باشگاه فوتبال بارسلونا بی اشاره کرد.
وی همچنین در تیم ملی فوتبال زیر ۱۸ سال اسپانیا بازی کرده است.